# Беэ, Иштван
Иштван Беэ (венг. Beé István; 7 июля 1972, Будапешт) — венгерский гребец-байдарочник, выступал за сборную Венгрии середине 1990-х — начале 2010-х годов. Участник двух летних Олимпийских игр, пятикратный чемпион мира, пятикратный чемпион Европы, победитель многих регат национального и международного значения.

## Биография
Иштван Беэ родился 7 июля 1972 года в Будапеште. Активно заниматься греблей на байдарке начал в раннем детстве, проходил подготовку в будапештском спортивном клубе «Хонвед».
Первого серьёзного успеха на взрослом международном уровне добился в 1994 году, когда попал в основной состав венгерской национальной сборной и побывал на чемпионате мира в Мехико, откуда привёз награду бронзового достоинства, выигранную в зачёте двухместных байдарок на дистанции 1000 метров. Три года спустя выступил на возобновлённом чемпионате Европы в болгарском Пловдиве, где стал лучшим в четвёрках на двухстах метрах. На домашнем мировом первенстве 1998 года в Сегеде тоже одолел в всех соперников в двухсотметровой гонке байдарок-четвёрок, а год спустя на первенстве мира в Милане защитил это чемпионское звания.
В 2000 году Беэ добавил в послужной список две бронзовые медали, выигранные на европейском первенстве в польской Познани среди двоек на пятистах метрах и среди четвёрок на двухстах метрах. В следующем сезоне на чемпионате мира в Познани в третий раз подряд стал чемпионом в заезде четвёрок на 200 метров. В 2002 году в той же дисциплине получил бронзу на чемпионате Европы в Сегеде и на чемпионате мира в Севилье. На первенстве континента 2004 года в Познани одержал победу сразу в двух дисциплинах, в четвёрках на двухстах и пятистах метрах. Благодаря череде удачных выступлений удостоился права защищать честь страны на летних Олимпийских играх в Афинах — вместе с напарником Золтаном Бенкё в километровом зачёте двухместных экипажей дошёл до финала и показал в решающем заезде девятый результат.
На чемпионате Европы 2005 года в Познани Беэ выиграл ещё одно золото в своей коронной дисциплине К-4 200 м, став таким образом пятикратным чемпионом Европы. Того же результата добился на последовавшем чемпионате мира в хорватском Загребе. Через год не европейском первенстве в чешском Рачице вынужден был довольствоваться бронзой, тогда как не первенстве мира взял на сей раз серебро. В 2007 году на чемпионате Европы в испанской Понтеведре вновь был серебряным призёром, на чемпионате мира в немецком Дуйсбурге удостоился золота, уже пятого на своём счету. Будучи одним из лидеров гребной команды Венгрии, благополучно прошёл квалификацию на Олимпийские игры 2008 года в Пекине, стартовал в четвёрках на тысяче метрах, добрался до финальной стадии и на финише показал пятый результат, немного не дотянув до призовых позиций.
После пекинской Олимпиады Иштван Беэ ещё в течение нескольких лет оставался в основном составе венгерской национальной сборной и продолжал принимать участие в крупнейших международных регатах. Так, в 2010 году он выступил на чемпионате Европы в испанской Корвере, где стал бронзовым призёром в двойках на двухстах метрах. Вскоре по окончании этих соревнований принял решение завершить карьеру профессионального спортсмена, уступив место в сборной молодым венгерским гребцам.